# نورتهمپتون، شهرستان سافک، نیویورک
نورتهمپتون (به انگلیسی: Northampton) یک منطقهٔ مسکونی در ایالات متحده آمریکا است که در ساوتامپتون واقع شده‌است. نورتهمپتون ۳۰٫۲ کیلومتر مربع مساحت و ۵۷۰ نفر جمعیت دارد.